# 金奈大众捷运系统

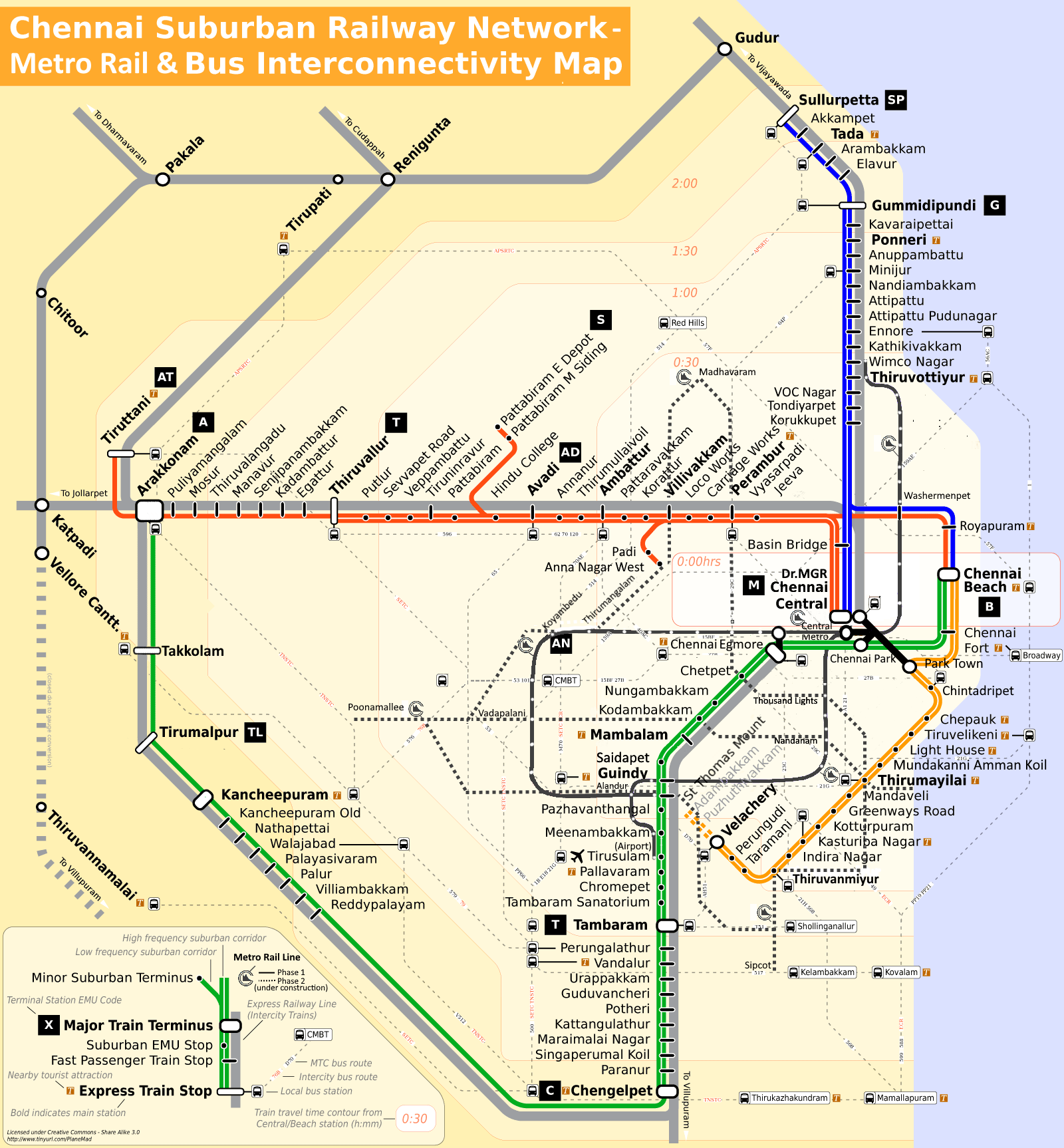
金奈市郊鐵路系統路線圖

金奈大众捷运系统（英語：Chennai Mass Rapid Transit System）是印度鐵路持有的子公司，是南方鐵路營運的高架鐵路。此線也是印度第一條高架鐵路線。雖然與金奈市郊鐵路分離，但是兩者都是由南方鐵路營運，以及使用較寬的地鐵網絡。以11.71億印度盧比興建，路線由金奈海灘至維拉徹里，全長19.34公里，共18個車站，每日平均有100,000人次使用。此線將舊馬德拉斯的中心商業區與資訊科技走廊連結起來，容量預計可高達每日42.5萬人。2011年至2012年，MRTS登記下盈利有1.989億印度盧比，有約16.25%上升，共134列列車，行走與17個車站。
MRTS預計將由金奈軌道鐵路有限公司管理，將所有高架和地下鐵路軌道劃歸同一機構下。完成後，所有現時的MRTS列車將空調化，車費亦會提高至金奈地鐵水平。該轉換預計在2021年完成。

## 外部連結
- Official Timetable of MRTS, Chennai
- MRTS Chennai Route （页面存档备份，存于）